# 王树印
王树印（1957年1月—），内蒙古满洲里人，中华人民共和国政治人物。

## 生平
1982年6月加入中国共产党。1993年2月，担任牡丹江市委政研室副主任。1995年，担任牡丹江市商业局副局长、党委副书记；同年10月改牡丹江市贸易局副局长、党委副书记。1997年6月，担任牡丹江市政府副秘书长、办公室主任。2002年9月，担任牡丹江市政府党组成员、秘书长。2005年，任牡丹江市政府党组成员、市长助理、秘书长。2006年，担任牡丹江大学党委书记。2017年1月退休。2017年11月8日，因涉嫌受贿罪，被逮捕。